# ABC News
ABC News er nyhedsdivisionen af American Broadcasting Company, der er et datterselskab af The Walt Disney Company. Dets primære program er World News with Diane Sawyer; andre programmer omfatter Good Morning America, Nightline samt This Week with George Stephanopoulos.